# Corbis
Corbis ist ein US-amerikanisches Unternehmen für digitale Medien. Geschäftszweck ist der Verkauf und die Distribution von Fotografien und Filmmaterialien sowie der damit verbundenen Rechte. Die Kollektion umfasst über 100 Millionen Bilder und konkurriert mit Getty Images um den Rang des größten Bild- und Medienarchivs der Welt.
Corbis hat seinen Hauptsitz in Seattle, mit 21 Niederlassungen in Nordamerika, Australien, Europa und Asien. Das Unternehmen befand sich im Privatbesitz von Bill Gates und wurde von ihm 1989 unter dem Namen Interactive Home Systems gegründet. Ursprünglich wollte sich Bill Gates Medieninhalte sichern, die gegen Lizenzgebühren auf Plasmabildschirmen, die den Bilderrahmen ersetzen sollten, projiziert werden sollten. Mitte der 1990er Jahre wurde als Zwischenschritt eine „traditionelle“ Bildagentur installiert, um Nutzern die Bilder zu lizenzieren. Das Bildarchiv umfasste im Jahr 2006 rund 100 Millionen Bilder, von denen knapp vier Millionen auch online verfügbar sind. Der überwiegende Teil hiervon ist lizenzpflichtig.
Corbis wurde im Januar 2016 an Unity Glory, ein Unternehmen der chinesischen Visual China Group verkauft. Corbis-Konkurrent Getty übernimmt außerhalb des chinesischen Raums die Lizenzierung der Bilderdatenbank. Getty-Mitbegründer Jonathan Klein twitterte: „Schön, dass wir die Milch, die Sahne, den Käse, den Joghurt und das Fleisch bekamen, ohne die Kuh zu kaufen.“

## Geschäftsbereiche

### Lizenzierung von Bildern und Mediensuche
Corbis vertritt einige berühmte Sammlungen, wie die Sammlung der Andy Warhol Foundation und das Condé-Nast-Archiv mit einer Vielzahl historischer Aufnahmen. Corbis besitzt seit 1995 auch eine der weltweit wertvollsten Sammlung historischer Aufnahmen, das Bettmann-Archiv mit etwa 11 Millionen Medien. Dessen Besonderheit ist der Lagerort der Originale, tief in einem ehemaligen Bergwerk in Pennsylvania. Das Archiv musste aus New York in die neue Lagerstätte umziehen, um die empfindlichen Negative, die teilweise noch auf Fotoplatten aus Glas vorliegen, vor der Zerstörung durch Luftfeuchtigkeit und wechselnden Temperaturen zu bewahren. Im Zuge dieser Transaktion gingen mehrere Zehntausend z. T. wertvolle Originale unwiederbringlich verloren, was eine Klagewelle geschädigter Fotografen zur Folge hatte.
Auch das berühmte Sygma-Archiv mit rund 50 Millionen Exponaten befindet sich in Corbis-Besitz. Es wurde 1999 der Sammlung hinzugefügt und wird in Frankreich aufbewahrt.

### Rechtsabteilung
Corbis benannte seine Abteilung für Rechtsdienstleistungen im Jahre 2008 in Greenlight um. Sie kümmert sich um die Lizenzierung von Inhalten, deren Freigaben, Vertretung der Rechteinhaber und entsprechende Verhandlungen sowie Rechteklärung (Klärung der Rechte Dritter an Bildern, Filmen etc.). Greenlight vertritt einige Rechteinhaber auch direkt, einschließlich der Persönlichkeitsrechte von Bruce Lee, Johnny Cash und June Carter, die Andy Warhol Foundation, Steve McQueen, Mae West, den Brüdern Wright und Albert Einstein. Mit diesem Service erwirtschaftet Corbis 20 Prozent seines Umsatzes (Stand: 2008).

### Broadcasting
Nicht nur Bilder können lizenziert werden, sondern auch Filmmaterial, z. B. für den Einsatz in Werbespots. 

### Medienmanagement
Im Juli 2008 verkaufte Corbis seine Medienmanagementabteilung, die eMotion LLC, an das Unternehmen Open Text.

## Niederlassungen
Die Europazentrale ist in London. Weitere Büros befinden sich u. a. in New York, Los Angeles, Chicago, Paris, Hongkong, Kuala Lumpur, Tokio sowie in Berlin und Wien.